# Тутоя

Тутоя на карте штата.

Тутоя (порт. Tutóia) — муниципалитет в Бразилии, входит в штат Мараньян. Составная часть мезорегиона Север штата Мараньян. Входит в экономико-статистический микрорегион Ленсойс-Мараньенсис. Население составляет 52 788 человек на 2010 год. Занимает площадь 1651,650 км². Плотность населения — 31,96 чел./км².

## Демография
Согласно сведениям, собранным в ходе переписи 2010 г. Национальным институтом географии и статистики (IBGE), население муниципалитета составляет:
| Полное население                               | Полное население                               | Полное население                               | Полное население                               | 52 788 |
| ---------------------------------------------- | ---------------------------------------------- | ---------------------------------------------- | ---------------------------------------------- | ------ |
| в том числе:                                   | Городское население                            | 18 680                                         | Процент городского населения, %                | 35,39  |
|                                                | Сельское население                             | 34 108                                         | Процент сельского населения, %                 | 64,61  |
|                                                | Мужское население                              | 26 680                                         | Процент мужского населения, %                  | 50,54  |
|                                                | Женское население                              | 26 108                                         | Процент женского населения, %                  | 49,46  |
| Плотность населения, чел/км²                   | Плотность населения, чел/км²                   | Плотность населения, чел/км²                   | Плотность населения, чел/км²                   | 31,96  |
| Население муниципалитета в % к населению штата | Население муниципалитета в % к населению штата | Население муниципалитета в % к населению штата | Население муниципалитета в % к населению штата | 0,80   |

По данным оценки 2016 года, население муниципалитета составляет 57 253 жителя.

## Статистика
- Валовой внутренний продукт на 2003 год составляет 40 632 422,00 реалов (данные: Бразильский институт географии и статистики).
- Валовой внутренний продукт на душу населения на 2003 год составляет 939,76 реалов (данные: Бразильский институт географии и статистики).
- Индекс развития человеческого потенциала на 2000 год составляет 0,538 (данные: Программа развития ООН).